# Harry James (batterista)
Harry James (Beckenham, 14 dicembre 1960) è un batterista britannico celebre prevalentemente per la sua attività di turnista, e come membro delle band Magnum e Thunder.

## Biografia
James ha iniziato a suonare la batteria all'età di otto anni, seguendo le orme di suo padre. Ha suonato il suo primo concerto nella sua prima adolescenza. Popolare tra i fan del rock tanto per il suo personaggio allegro quanto per la sua potente batteria, in precedenza era un membro del gruppo degli anni '80 Terraplane, insieme ai futuri membri dei Thunder Luke Morley e Danny Bowes.
Suona anche la batteria con gli Snakecharmer, con i Cregan & Co e il gruppo blues-rock londinese Bad Influence. Si è esibito dal vivo sul palco con Ian Gillan, Graham Bonnet e Mick Ralphs,  e ha fatto un'apparizione come ospite suonando la batteria per il gruppo rock prog Breathing Space.

## Strumentazione
James usa i piatti forniti da Pearl, Paiste e Pro-Mark.

## Vita privata
È sposato e ha due figli.
È tifoso del Crystal Palace.

## Discografia

### Ufficiale

#### Solista
- 2006 - Four Songs

#### Con i Thunder
- 1990 - Back Street Symphony
- 1995 - Behind Closed Doors
- 1996 - The Thrill of it All
- 2019 - Please Remain Seated
- 2021 - All the Right Noises
- 2022 - Dopamine

#### Con i Magnum
- 2002 - Breath of Life
- 2004 - Brand New Morning
- 2012 - On the 13th Day
- 2014 - Escape from the Shadow Garden

#### Con gli Snakecharmer
- 2013 – Snakecharmer
- 2017 – Second Skin

### Collaborazioni (parziale)
- 2010 - Bucket and Co - Guitars Bears and Tears
- 2011 - Sutton Forrest - An Evening with Sutton Foster
- 2011 - Ella Fitzgerard - Icon:Love Songs